# Académie platonicienne de Florence

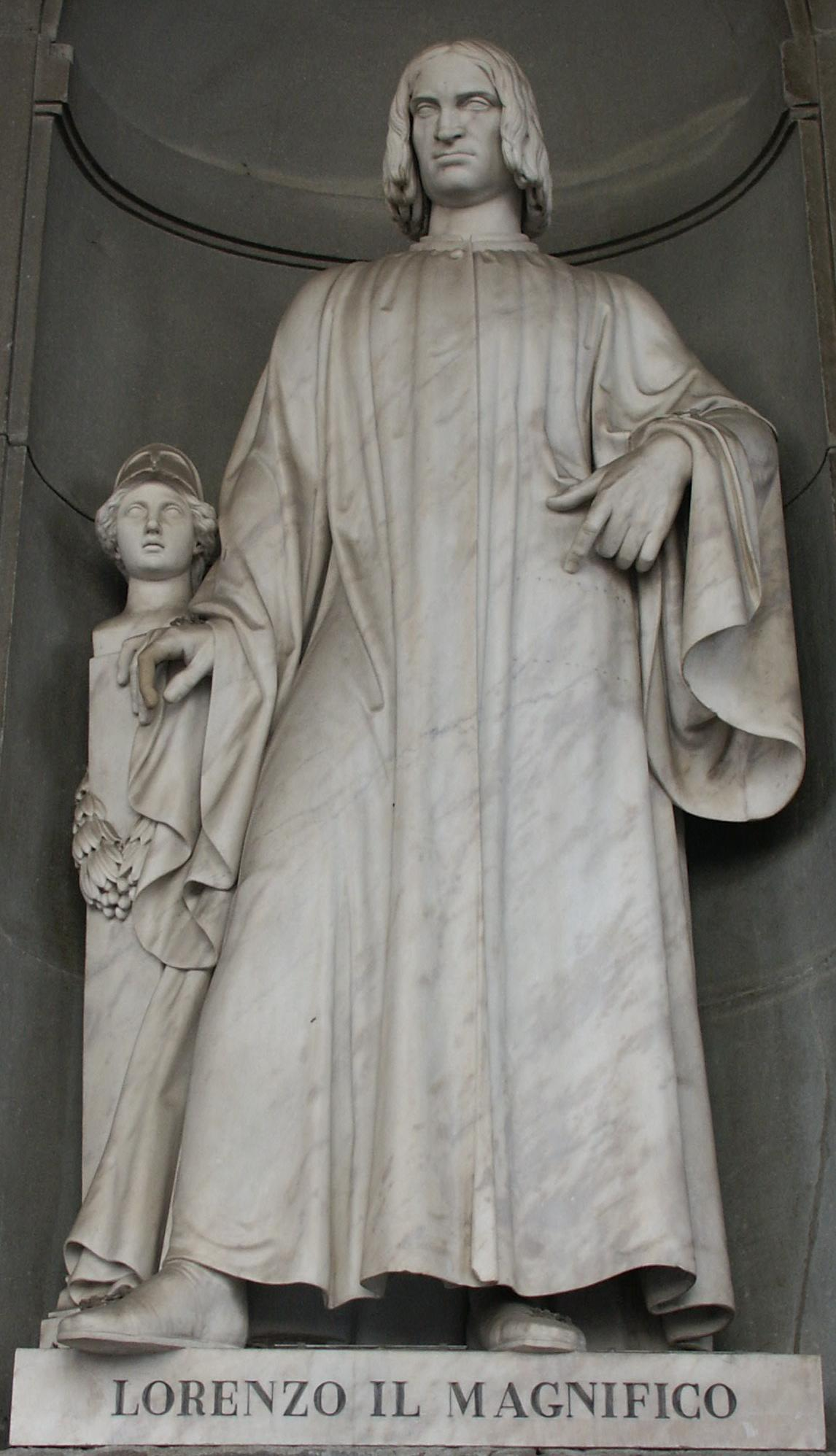
Statue de Laurent de Médicis dit « Le Magnifique », situé dans le passage des Offices.

Pour le courant en général, voir Néoplatonisme.
L'Académie platonicienne de Florence est une école et un mouvement philosophique et artistique propre à la Toscane, qui regroupe philosophes et artistes florentins. Tous bénéficièrent, durant les Quattrocento et Cinquecento, de l'appui de la famille régnante des Médicis.
Les philosophes comme Marsile Ficin et Jean Pic de la Mirandole travaillent les concepts du beau et du sublime à partir des écrits grecs. Ils redécouvrent, traduisent et commentent les textes d'Hermès Trismégiste, Platon, Aristote, Plotin et plus généralement du legs gréco-romain, faisant évoluer les visions du monde issues de la chrétienté médiévale.
Les artistes illustrent, par leurs représentations, les travaux de l'école philosophique de la Nouvelle Académie des Arts de Florence.

## Naissance de l'Académie platonicienne de Florence
Le néoplatonisme a eu un retentissement non seulement sur la formation de la théologie chrétienne et l'évolution de la pensée médiévale, mais aussi, à la Renaissance, sur la formulation de l'esthétique et la pratique de l'art.
En 1434, Cosme de Médicis, négociant à la tête de la plus puissante famille de Florence à la Renaissance, accède au pouvoir. Il inaugure le mécénat et imprime un renouveau à l'art. Vers la fin de sa vie, il prend sous sa protection le jeune Marsile Ficin et lui demande de traduire et commenter les œuvres complètes de Platon et de Plotin, qui exerceront un impact considérable sur l'art de la Renaissance.
En 1462, selon le spécialiste Pierre Magnard, Cosme de Médicis fait venir Marsile Ficin à Careggi, et en 1463, il lui donne une maison pour qu'il y installe son Académie. Marsile Ficin commence à traduire Platon avec l'aide d'une assemblée de savants, à laquelle il donne le nom d'Académie, en hommage à celle que Platon avait fondée en 387 av. J.-C. Il commente Le Banquet de Platon (De amore, 1469), écrit une Théologie platonicienne en opposition aux aristotéliciens (1482), traduit en latin Platon (1484) et Plotin (1486), ainsi qu'Hermès Trismégiste. Il traduit également en latin Porphyre, Jamblique et Pseudo-Denys l'Aréopagite. 
Cette Académie rassemble de nombreux érudits de tous genres et regroupe Laurent de Médicis (1449-1492), dit Laurent le Magnifique, Leon Battista Alberti (1404-1472), Marsile Ficin (1433-1499), Jean Pic de la Mirandole (1463-1494) (mai 1486), Ange Politien (1454-1494), Jacopo Bracciolini (1442-1478) et Cristoforo Landino (1425-1498). Pour Pierre Magnard, l'Académie platonicienne est « un lieu conquis sur la banalité de l'espace profane pour y assurer la sacralité de la vie de l'esprit ». L'objectif de Ficin est de refonder le christianisme sur le platonisme. Selon Hélène Renard, « Pour achever ce nouage du platonisme et du christianisme, Ficin va constituer une communauté fermée, avec des membres qui vivent en chrétiens mais avec le style de vie platonicien ».
L'Académie disparaît en 1521. Mais son aura culturelle se poursuit au-delà de cette période. Le renouveau du platonisme qu'elle a engendré eut une influence sur la philosophe Tullia d'Aragon, autrice du dialogue De l'Infinité d'amour.

## Le néoplatonisme et l'art

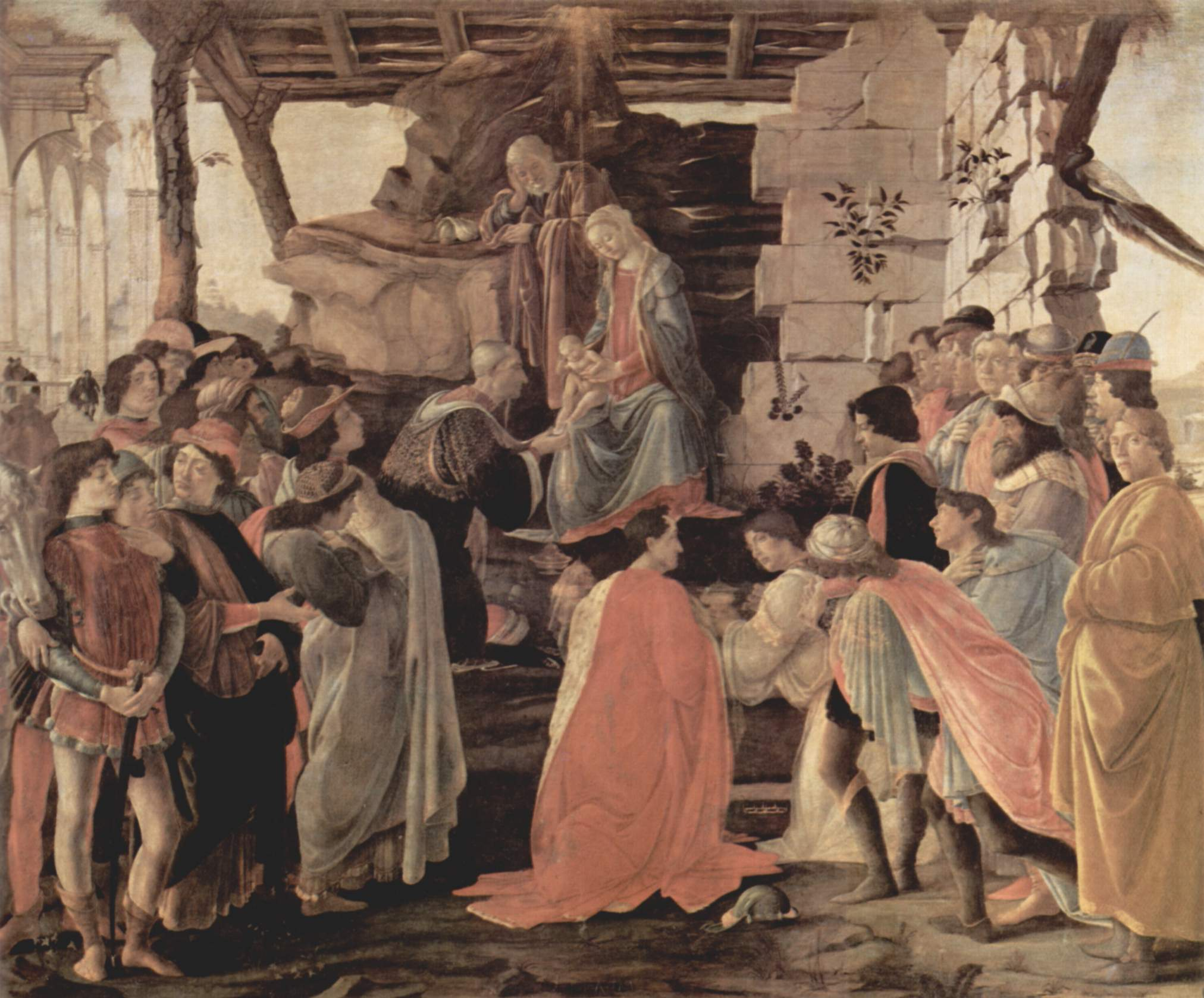
Cette Adoration des mages de Sandro Botticelli regroupe tout le gotha de la cour des Médicis, réunie en dévotion pour marquer son ralliement rituel autant que l'affirmation de l'importance de cette cour de Florence sur les arts et les terres alentour. « Dieu est avec nous ! » disent par cette peinture les commanditaires de Botticelli : au centre Cosme, Pierre et Jean de Médicis. Pic de la Mirandole fait partie des spectateurs de la dévotion. Quant au peintre, son regard est ailleurs, il nous fait face tout à droite.

D'après Erwin Panofsky et André Chastel, la conception de l'art serait issue de l'influence néoplatonicienne et les artistes reproduiraient ces thèses. Une conception hiérarchique de l'Univers où le sensible symbolise l'intelligible, particulièrement disposée à insuffler un esprit créateur aux peintres.
Marsile Ficin, contre Thomas d'Aquin qui les séparait, reprend l'idée platonicienne selon laquelle le Beau est identique à l'Idée suprême, au-delà de l'essence, Idée qui est aussi le Bien dans d'autres dialogues. Il fond dans la pensée platonicienne le dogme chrétien : la beauté des choses provient de la splendeur divine. De plus Ficin reconnaît une valeur d'enseignement non seulement aux écrits chrétiens, mais aussi aux mythes grecs rapportés par Pythagore ou Platon.
Selon Panofsky, cette philosophie qui abolit toute limite entre le sacré et le profane a tout particulièrement séduit les poètes et les artistes. Il décrit ainsi les références néoplatoniciennes présentes dans le Printemps et la Naissance de l'amour de Botticelli.

Il y a également une parenté entre la pensée de Marsile Ficin et l'art de Fra Angelico. Comme le dit Pierre Magnard : 
« [Marsile Ficin] est apparu comme le philosophe de la lumière, tout comme un certain peintre, Angelico, le sera lui aussi. Une sorte de parenté de pensée rapproche ces deux penseurs, unis par le sens de la lumière. Pour Ficin, la manifestation la plus sensible de la vérité la plus haute, c’est le rayonnement du soleil. »

## Les artistes médicéens

### Peintres
- Fra Angelico (1387/1395-1455)
- Sandro Botticelli (1445-1510)
- Andrea del Castagno (1421-1457)
- Andrea Mantegna (1431-1506)
- Antonio Pollaiuolo (1429-1498)
- Luca Signorelli (1450-1523)
- Paolo Uccello (1397-1475)

### Sculpteurs
Benvenuto Cellini (1500-1571)
Donatello (1386-1466)

### Maîtres d'ateliers, et leurs disciples
atelier de Luca della Robbia (1429, sculptures et céramiques)
atelier de Andrea del Verrocchio (1435-1488)
apprentis: Le Pérugin (1448-1523), Léonard de Vinci

### Artistes pluridisciplinaires
Michel-Ange (1475-1564)

#### Hors catégorie
Léonard de Vinci (1452-1542) : compte tenu de l'universalité de son œuvre et de ses démêlés avec les Médicis qui l'emmèneront à la Cour de François Ier, ne saurait s'inclure uniquement dans ce mouvement artistique.

## Autres
- Gémiste Pléthon (1355/1360-1452), penseur byzantin, intégré aux débuts du projet, maître de Cosme et Laurent
- Cosme de Médicis (1389-1464)
- Benedetto Varchi (1502-1565), historien, poète

## Postérité
L'historien et essayiste Frédéric Ozanam rend hommage à Marsile Ficin et aux autres personnalités contemporaines de l'Italie, dans son Essai sur la philosophie de Dante, en ces termes : 
« Le soleil italien ne cessa pas de luire sur des générations de philosophes, moralistes, jurisconsultes, publicistes, et de poètes qui se firent honneur de philosopher. C'est Marsile Ficin, confondant en son enthousiasme néo-platonique la science, l'art, et la vertu ; c'est Campanella, rêvant une cité idéale ; Nicolas Machiavel, qu'il suffit de nommer. »